# Epichernes vickeryae
Espèce
Epichernes vickeryae est une espèce de pseudoscorpions de la famille des Chernetidae.

## Distribution
Cette espèce est endémique du Costa Rica. Elle se rencontre vers Monteverde.

## Habitat
Elle se rencontre dans le pelage de Heteromys nubicolens.

## Description
Le mâle holotype mesure 3,32 mm et le mâle paratype 3,32 mm, les mâles mesurent de 3,23 à 3,68 mm et les femelles de 3,32 à 4,17 mm.

## Systématique et taxinomie
Cette espèce a été décrite par Villegas-Guzmán, Chinchilla-Romero et Jhasser-Martínez en 2022.

## Étymologie
Cette espèce est nommée en l'honneur d'Alexandria G. Vickery.

## Publication originale
- Villegas-Guzmán, Chinchilla-Romero & Jhasser-Martínez, 2022 : « A new species of Epichernes (Pseudoscorpiones:Chernetidae) associated with rodents in Costa Rica. » Studies on Neotropical Fauna and Environment, p. 1-8.